# Адам Гнезда Черин
Адам Гнезда Черин (словен. Adam Gnezda Čerin, нар. 16 липня 1999) — словенський футболіст, півзахисник клубу «Панатінаїкос» і національної збірної Словенії.

## Клубна кар'єра
Народився 16 липня 1999 року. Вихованець юнацьких команд футбольних клубів «Браво» і «Домжале».
У дорослому футболі дебютував 2017 року виступами за основну команду «Домжале», в якій попри юний вік був основним гравцем півзахисту і протягом двох сезонів взяв участь у 53 матчах чемпіонату.
2 вересня 2019 року перейшов до німецького друголігового «Нюрнберга», з яким уклав чотирирічний контракт. Не зумів пробитися до основного складу німецької команди і, провівши протягом року за неї лише п'ять ігор першості, у серпні 2020 року був відданий в оренду до хорватської «Рієки».

## Виступи за збірні
2014 року дебютував у складі юнацької збірної Словенії (U-16), загалом на юнацькому рівні взяв участь у 35 іграх, відзначившись 6 забитими голами.
З 2018 року залучається до складу молодіжної збірної Словенії.